# NK-33
De NK-33 (Russisch: Ракетный Двигатель-НК-33 (11Д111), Raketnij Dvigatel-НК-33 (11D111), Raketmotor NK-33 (11D111)) is evenals de NK-43 een raketmotor die eind jaren zestig en begin jaren zeventig van de 20e eeuw in de voormalige Sovjet-Unie werd ontworpen en vervaardigd door Koeznetsov, een experimenteel constructiebureau voor vliegtuigmotoren. Beide raketmotoren werden ontwikkeld om de Russische maanraket N-1 aan te drijven, maar zover kwam het niet: het N-1-programma werd voortijdig beëindigd. Ruim veertig jaar had de NK-33 de hoogste stuwkracht-gewichtsverhouding van alle raketmotoren die vanaf de Aarde starten. Dit werd in juni 2012 verbeterd door de Merlin 1D, ontworpen en gefabriceerd door SpaceX.
De NK-43 is vrijwel gelijk aan de NK-33 maar is ontworpen voor de tweede trap van de N-1-raket en heeft een verlengde straalbuis die aangepast is om te kunnen werken op grote hoogte waar geen of vrijwel geen omgevingsluchtdruk is. Hierdoor wordt er, ondanks dat de motor langer en zwaarder is, meer stuwkracht en specifieke impuls ontwikkeld.

## Technologie
De NK-33 en NK-43 zijn doorontwikkeld vanuit respectievelijk de NK-15 en NK-15V. Beide zijn onder hoge druk werkende, regeneratief gekoelde vloeibarebrandstofmotoren die functioneren volgens het principe van de gesloten verbrandingscyclus. Er worden zuurstofrijke voorverbranders gebruikt om de turbopompen aan te drijven. Dit type branders is zeer ongebruikelijk, aangezien hun hete, zuurstofrijke uitlaatgassen de neiging hebben met metalen onderdelen van raketmotoren te reageren, waardoor deze spontaan kunnen ontvlammen. Het is de ontwerpers echter gelukt om de metallurgie van branders, turbine, behuizing en leidingwerk zo te perfectioneren dat dit geen probleem meer is.
De straalbuis is gemaakt van aan beide zijden bekleed gegolfd metaal. Hierdoor ontstaat er een lichte maar toch sterke constructie. Doordat de brandstof (kerosine) en de oxidator (vloeibare zuurstof) ongeveer dezelfde dichtheid hebben, is het mogelijk om één as te gebruiken voor beide turbopompen.

Het principe van de zuurstofrijke voorverbranders werd verder ontwikkeld in de RD-170/171 en in de meer recente RD-180 en RD-190.

## Geschiedenis
De NK-15 en NK-15V-motoren werden ontwikkeld voor respectievelijk de eerste trap (booster) en de tweede trap van de N-1-maanraket. Na vier mislukte lanceerpogingen werd besloten de N-1F te ontwikkelen. Hiervoor ontwikkelde Koeznetsov de NK-33 en NK-43. De race naar de maan werd echter verloren en het N-1 project werd stilgelegd. Het Russische ruimtevaartprogramma ging verder met de Energia. Geen enkele N-1F heeft ooit op een lanceerplatform gestaan.
Er werd opdracht gegeven om alles wat met het N-1-project te maken had te vernietigen. De motoren werden echter door een bureaucraat op een geheime locatie opgeslagen. Ruim twintig jaar nadat de motoren gebouwd waren, bezochten verbaasde Amerikaanse raketingenieurs de loods waar zestig van de overgebleven motoren waren opgeslagen. Amerikaanse raketbouwers hadden wel aan de mogelijkheid van zuurstofrijke voorverbranders gedacht, maar hadden die optie laten varen omdat dergelijke voorverbranders te riskant zouden zijn. In 1995 werd er een NK-33 voor testdoeleinden naar de Verenigde Staten verscheept.
Uiteindelijk zijn honderdvijftig motoren behouden gebleven. Zesendertig daarvan werden rond 1995 verkocht aan Aerojet, dat ook een licentie kocht voor de bouw van nieuwe motoren. Aerojet heeft sindsdien de NK-33 en NK-43 aangepast en een andere naam gegeven, respectievelijk de AJ26-58 en AJ26-59.

## Later gebruik

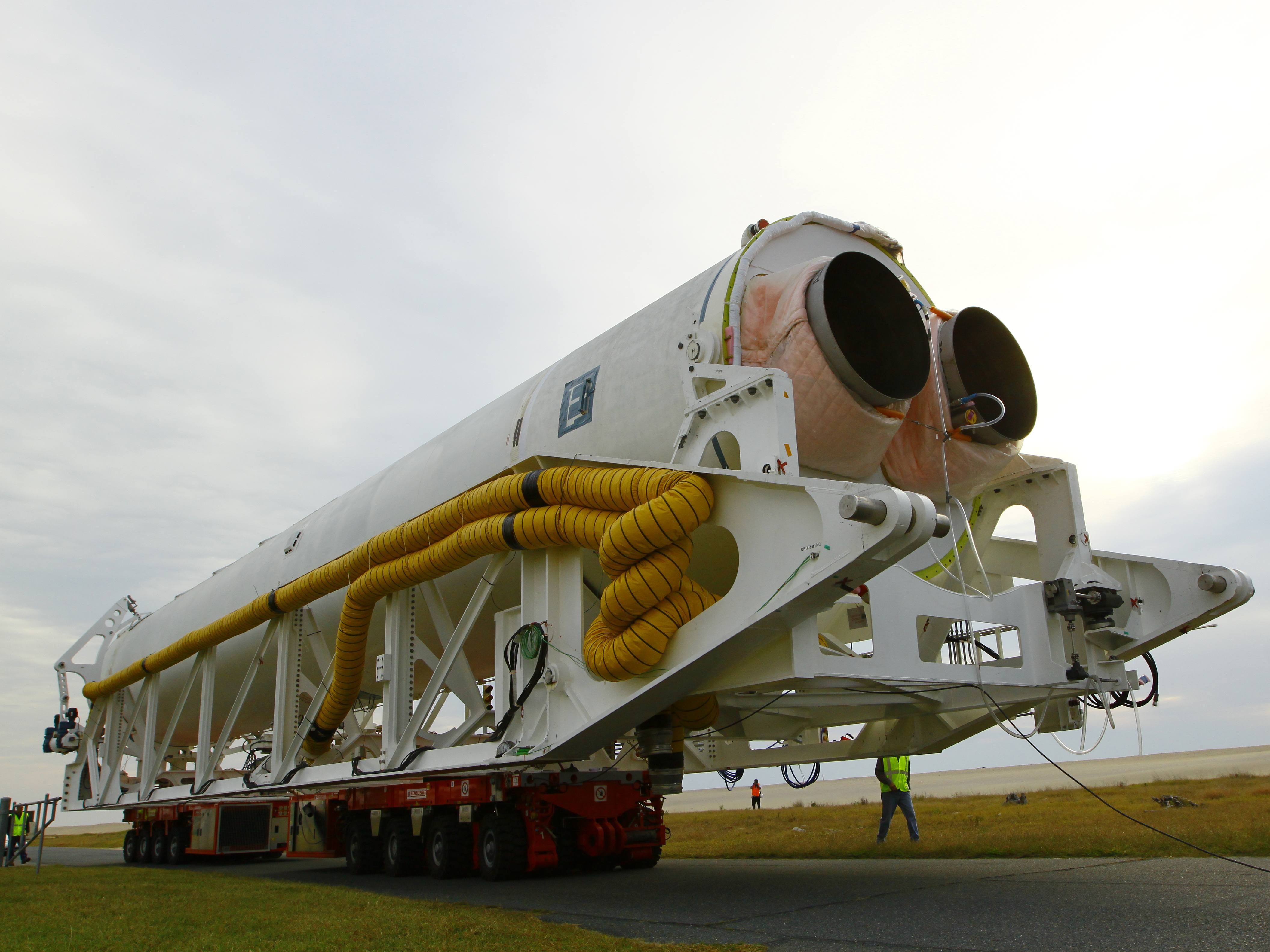
Een Antares raket met twee AJ26-62 (aangepaste NK-33) raketmotoren.

- De NK-33 wordt gebruikt als hoofdmotor de Sojoez 2-1v. Dat is een tot nog toe weinig gebruikte lichtere "singlestick" uitvoering van de Sojoez-raket die geen side-boosters heeft[7][8]. De Sojoez 2-1v werd in 2013 voor het eerst gelanceerd.
- De commerciële draagraketten uit de Antares-100 serie, ontworpen en gebouwd door Orbital Sciences, gebruikte twee door Aerojet aangepaste NK-33 motoren (AJ26-62).[9] De eerste lancering was gepland voor 4 april 2013, en ging uiteindelijk door op 21 april 2013.[10] In oktober 2014 mislukte de vijfde Antares lancering door een falen in de turbopomp. De Exacte reden hiervoor was niet te achterhalen. Hierna werd de AJ26 door Orbital wegens onbetrouwbaarheid in de ban gedaan en op de Antares 200 serie vervangen door de Energomash RD-181
- De Rocketplane Kistler K1 had drie AJ26 motoren zullen gebruiken voor de herbruikbare eerstetrap. Die commerciële raket werd ontwikkeld onder NASA’s Commercial Orbital Transportation Services (COTS). Rocketplane Kistler ging echter vroegtijdig failliet en het COTS-contract werd na een nieuwe aanbesteding aan Orbital Sciences Corporation gegund, dat de eerder genoemde Antares-raket ontwikkelde.